# Grote Prijs van Québec 2023
De 12e editie van de Grote Prijs van Quebec werd verreden op 8 september 2023 als onderdeel van de UCI World Tour 2023. De Fransman Benoît Cosnefroy won de vorige editie. Deze editie werd gewonnen door de Belg Arnaud De Lie, die hiermee zijn eerste UCI World Tour zege boekte.

## Verloop
De wedstrijd was 201,6 kilometer lang en bestond uit een parcours van zo'n 13,74 kilometer lengte die de renners vijftien keer aflegden. De wedstrijd eindigde in een sprint met zo'n veertig renners. In deze sprint troefde De Lie onder andere Corbin Strong (2e) en Michael Matthews (3e) af. Matthews nam voor de achtste keer deel aan deze wedstrijd, waarvan hij zesmaal op het podium eindigde. De beste Nederlander van deze wedstrijd was Mike Teunissen, die als veertiende finishte.

## Deelnemende ploegen
De achttien UCI World Tour-teams van dit seizoen plus vier Proteams en een Canadese nationale selectie startten met zeven renners per team, uitgezonderd Astana datmet zes renenrs aan de start verscheen, wat het deelnemersveld op 160 bracht.

## Uitslag
| Plaats  | Naam                     | Ploeg                  | tijd     |
| ------- | ------------------------ | ---------------------- | -------- |
| Winnaar | Arnaud De Lie            | Lotto-Dstny            | 4u47'36" |
| 2       | Corbin Strong            | Israel-Premier Tech    | z.t.     |
| 3       | Michael Matthews         | Team Jayco AlUla       | z.t.     |
| 4       | Alex Aranburu            | Movistar Team          | z.t.     |
| 5       | Matej Mohorič            | Bahrain-Victorious     | z.t.     |
| 6       | Christophe Laporte       | Jumbo-Visma            | z.t.     |
| 7       | Alexander Kamp           | Tudor Pro Cycling Team | z.t.     |
| 8       | Marc Hirschi             | UAE Team Emirates      | z.t.     |
| 9       | Julian Alaphilippe       | Soudal-Quick Step      | z.t.     |
| 10      | Mattias Skjelmose Jensen | Lidl-Trek              | z.t.     |

2010 · 2011 · 2012 · 2013 · 2014 · 2015 · 2016 · 2017 · 2018 · 2019 · 2020-2021 · 2022 · 2023 · 2024
Tour Down Under ·
Great Ocean Road Race ·
Ronde van de Verenigde Arabische Emiraten ·
Omloop Het Nieuwsblad ·
Strade Bianche ·
Parijs-Nice · 
Tirreno-Adriatico · 
Milaan-San Remo ·
Ronde van Catalonië ·
Classic Brugge-De Panne ·
E3 Saxo Bank Classic ·
Gent-Wevelgem ·
Dwars door Vlaanderen ·
Ronde van Vlaanderen ·
Ronde van het Baskenland ·
Parijs-Roubaix ·
Amstel Gold Race ·
Waalse Pijl ·
Luik-Bastenaken-Luik ·
Ronde van Romandië ·
Eschborn-Frankfurt ·
Ronde van Italië ·
Critérium du Dauphiné ·
Ronde van Zwitserland ·
Ronde van Frankrijk ·
Clásica San Sebastián ·
Ronde van Polen ·
BEMER Cyclassics ·
Renewi Tour ·
Ronde van Spanje ·
Bretagne Classic ·
GP van Quebec ·
GP van Montréal ·
Ronde van Lombardije ·
Ronde van Guangxi